# واگن والفرید اکمن
واگن والفرید اکمن (انگلیسی: Vagn Walfrid Ekman) اقیانوس‌شناس سوئدی بود. او در استکهلم در خانواده فردریک لورنتس اکمن که خود اقیانوس‌شناس بود به دنیا آمد، در حین تحصیل در فیزیک در دانشگاه اوپسالا و به‌ویژه با شنیدن سخنرانی ویلهلم بجرکنس دربارهٔ دینامیک سیالات، به اقیانوس‌شناسی متعهد شد. در طول سفر فرام، فریتیوف نانسن مشاهده کرده بود که کوه‌های یخ تمایل دارند در جهت باد غالب نباشند، بلکه با زاویه ۲۰–۴۰ درجه به سمت راست حرکت کنند. بیرکنس از اکمن که هنوز دانشجو بود دعوت کرد تا مشکل را بررسی کند. بعداً، در سال ۱۹۰۵، اکمن نظریه خود را دربارهٔ مارپیچ اکمن منتشر کرد.